# Пулеметовка
Пулеме́товка (каз. Пулемет) — село у складі району Магжана Жумабаєва Північноказахстанської області Казахстану. Входить до складу Таманського сільського округу.
Населення — 133 особи (2021; 190 у 2009, 212 у 1999, 242 у 1989).
Національний склад станом на 1989 рік:
- росіяни — 45 %.